# Ролофф, Фридрих
Фридрих Генрих Ролофф (нем. Friedrich Heinrich Roloff, 1830—1885) — немецкий ветеринар, с 1866 года профессор в Галле, с 1877 г. профессор ветеринарного института в Берлине, в 1878 г. стал директором последнего. Труды Р. посвящены главным образом изучению повальных болезней домашних животных и болезней молодых животных, обусловленных наследственностью или нецелесообразным питанием.
Напечатал: «Die Rinderpest» (2 изд., Галле, 1877), «Beurteilungslehre des Pferdes und der Arbeitsochsen» (там же, 1870), «Die Lungenseucheimpfung» (Б., 1866), «Der Milzbrand, seine Entstehung und Bekämpfung» (там же, 1883), «Handbuch der gerichtlichen Tierheilkunde» (изд. Ц. Миллером, там же, 1888). С 1866 г. Р. был соиздателем «Mitteilungen aus der tierärztlichen Praxis im preussischen Staat», a с 1878 r. «Archiv für wissenschaftliche und praktische Tierheilkunde».